# Helladia pontica
Helladia pontica là một loài bọ cánh cứng trong họ Cerambycidae.